# كهف كلوسال (أريزونا)
كهف كلوسال (بالإنجليزية: Colossal Cave)‏؛ هو كهف يقع في مقاطعة بيما في الولايات المتحدة.

## السياحة
يعد «كهف كلوسال» أحد مواقع الجذب السياحي في مقاطعة بيما في ولاية أريزونا الأمريكية.